# Jean Cuillé et Paul-Louis Chelle
Jean Cuillé et Paul-Louis Chelle sont deux vétérinaires français, professeurs à l’École nationale vétérinaire de Toulouse, dont les noms associés sont internationalement cités pour être les premiers à avoir démontré ensemble, dans des publications communes datées de 1936, 1938 et 1939, la transmissibilité infectieuse d’une encéphalopathie ovine reconnue beaucoup plus tard comme étant une maladie à prion, la tremblante du mouton.

## Biographies

### Jean Cuillé
Jean-Marie Cuillé, dit Jean Cuillé, est né le 1er mai 1872 à Montgaillard, dans les Hautes-Pyrénées, fils d'Antoine Cuillé (1832-1901), médecin, et de Mélanie Mora son épouse. Il s'est marié à Oursbelille le 31 mai 1902 avec Joséphine Jeanne Marie Belin. Il sort diplômé en 1895 de l’École Nationale Vétérinaire de Toulouse après des études brillantes, une carrière d'enseignement dans les ENV lui est aussitôt proposée par le professeur Besnoit, titulaire de la chaire de Pathologie du bétail et d'obstétrique. Au gré des ouvertures de postes, sa carrière se déroule dans les Écoles vétérinaires de Lyon et de Toulouse, et dans différentes disciplines cliniques : pathologie du bétail, chirurgie, médecine des équidés et carnivores domestiques. Il est chef de travaux, en 1899, dans la chaire de Pathologie du bétail, puis, en 1903, attaché à la chaire de Chirurgie dirigée par Jean Sendrail. En 1909, il est nommé professeur de pathologie du bétail à l'École vétérinaire de Lyon. En 1914, il revient à l'École de Toulouse pour y prendre la direction de la chaire dite de Médecine (des équidés et carnivores domestiques), puis, en 1929, celle de Pathologie du bétail après la mort de Besnoist, retrouvant ainsi sa première affectation dans cette même chaire. Sa carrière s'achève à Toulouse en tant que professeur titulaire de la chaire de Pathologie du bétail et, en 1935, comme professeur directeur de l’École où il succède à Jean Sendrail. Il prend sa retraite en 1937 et se retire dans les Hautes-Pyrénées, près de sa fille. Il s'est éteint en 1950 dans le petit village d’Oursbelille, proche de Tarbes.
Excellent clinicien, opérateur habile, il dispensait un brillant enseignement. D’une très grande bienveillance non exempte de malice, il était très aimé des élèves et du personnel de l’École. Auteur de nombreuses publications dans diverses revues et de communications devant les sociétés savantes dont il était membre, il se dévouait également dans des associations professionnelles. Décoré de la Légion d’honneur, officier de l’Instruction Publique, il était Commandeur du Mérite agricole et titulaire de décorations étrangères.

### Paul Louis Chelle
Paul Louis Chelle est né le 8 juin 1902 à Capens (Haute-Garonne), fils d'un agriculteur propriétaire. Il s'est marié le 11 juillet 1929 à Cadours, commune de résidence de son épouse, ce qui le conduira à accepter d'être conseiller municipal de cette commune. Admis en 1920 à l'École vétérinaire de Toulouse, il en sort major de sa promotion et diplômé en 1925. Comme pour Cuillé, 30 ans plus tôt, le professeur Besnoit le retient pour l'enseignement en tant qu'assistant dans la chaire de Pathologie du bétail et d'obstétrique. Titulaire d'une double agrégation, Pathologie du bétail et obstétrique d'une part, Hygiène d'autre part, il prend la direction de la chaire dite d'Hygiène en raison d'une vacance dans cette chaire, en sus de son activité dans l'enseignement clinique de pathologie du bétail. En 1929, Cuillé succède à Besnoit, décédé, en tant que professeur de Pathologie du bétail et d'obstétrique. De 1929 à 1937, date du départ à la retraite de Cuillé, les deux hommes qui ont œuvré sous l'autorité de Besnoist vont poursuivre une collaboration scientifique dans le domaine de la recherche clinique en plus de leurs activités d'enseignement respectives.
En 1937, il succède à Jean Cuillé, parti à la retraite, à la tête de la chaire de Pathologie du bétail tout en continuant à diriger celle d'Hygiène. D'octobre 1939 à juin 1940, il doit assurer aussi des cours à l'École nationale vétérinaire d'Alfort, en remplacement de professeurs mobilisés. De retour à Toulouse en juin 1940, il reprend la direction des chaires d'Hygiène et de Pathologie du Bétail et aussi, temporairement, celle dite de Médecine (médecine des équidés et carnivores) dont le titulaire était retenu prisonnier en Allemagne.
Parallèlement à son activité d'enseignement, Chelle s'est impliqué dans la vie professionnelle en tant que secrétaire général de l'association syndicale de vétérinaires de la Haute-Garonne, de l'Ariège et du Tarn-et-Garonne, le syndicalisme étant alors aussi un outil de formation continue. En 1938, il répond aux sollicitations de la commune de Mauzac et succède à son père en tant que maire de la commune. Il décède en 1943, à Toulouse. Marié, il a eu une fille.

## Travaux
Les travaux respectifs de Cuillé et Chelle couvrent un champ large de la médecine vétérinaire en raison de l'étendue des champs disciplinaires dans lesquels ils ont exercé. L'Histoire médicale a retenu principalement les résultats de leurs recherches sur la tremblante qui ont fondé leur renommée. Ces travaux qui sont les seuls rapportés ici ont été réalisés au sein de la chaire de Pathologie du bétail de l'École nationale vétérinaire de Toulouse. À côté de leurs travaux, il faut rappeler ceux de Charles Besnoist qui fut leur maître dans cette même chaire.
Un trait essentiel les caractérise, Besnoist, Cuillé et Chelle furent d'abord des enseignants cliniciens, œuvrant en clinique, dans l'hôpital bovin de leur service, ou en élevages, sur le terrain, auprès des éleveurs et des vétérinaires praticiens, et peu en laboratoire, même si naturellement ils eurent recours aux services de leurs collègues spécialistes, en anatomopathologie notamment.
En excellant dans l'expérimentation et dans l'observation, Cuillé et Chelle ont illustré une recherche clinique vétérinaire, même s'ils ne sont pas des représentants de l'école pasteurienne à l'instar des grands noms de vétérinaires microbiologistes contemporains de cette première moitié du 20ème siècle. Ce détail a son importance pour comprendre leurs conditions de travail et surtout la réception pour le moins réservée de leurs résultats par la communauté scientifique de ce temps.
Leurs moyens de travail, dans l'école vétérinaire, étaient très modestes. Le vétérinaire général Barrairon fut un de leurs élèves et collaborateurs et, à ce titre, un témoin de leurs travaux. En 1989, il écrivait ː  

« le cadre de l'ancienne école vétérinaire de Toulouse dans lequel travaillaient Cuillé et Chelle était bien modeste et ferait sourire un chercheur moderne : au premier étage du Service se trouvait le laboratoire avec sa paillasse centrale et deux bureaux, au-dessous se situaient l’amphithéâtre, une salle de travaux pratiques, une étable et quelque boxes destinés aux petits animaux »

### Travaux précurseurs sur la tremblante du mouton réalisés par Charles Besnoit à l'École vétérinaire de Toulouse

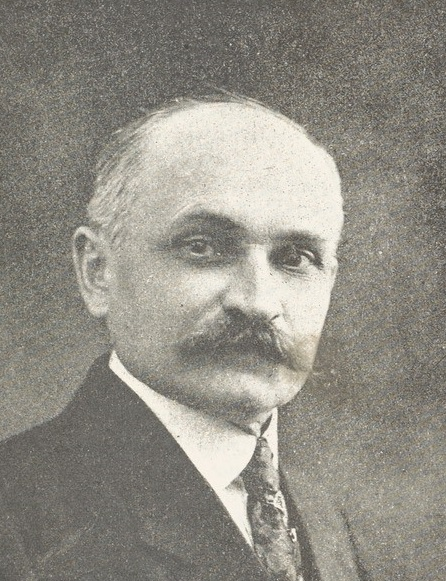
Charles Besnoit (1867-1929), professeur et directeur de l'École nationale vétérinaire de Toulouse

Charles Besnoit est à partir de 1896 le premier professeur titulaire de la chaire dite de Pathologie du bétail et d'obstétrique nouvellement créée à l'École nationale vétérinaire de Toulouse. Il réalisera toute sa carrière dans cette école dont il sera le directeur de 1914 à sa mort en 1929. Ses travaux de recherche clinique sur la tremblante sont fondamentaux. Selon Maxime Schwartz, si la tremblante a été décrite pour la première fois au XVIIIe siècle, Besnoit « est le premier à en entreprendre l'étude d'une manière véritablement rationnelle ». Il en donne une description clinique très détaillée dans un rapport adressé en 1898 au ministre de l'Agriculture sur l'enzootie sévissant dans les cantons de Lacaune, de Murat-sur-Vèbre et de Brassac, dans le Tarn, et publié dans la Revue vétérinaire de Toulouse. En raison de sa qualité documentaire, cette description clinique est toujours citée dans des publications voire reproduite dans des ouvrages récents sur les encéphalites spongiformes transmissibles (E.S.T.)
Charles Besnoit avait aussi une formation d'anatomopathologiste acquise auprès de son ami Charles Morel, professeur d'anatomie pathologique à la faculté de Médecine de Toulouse. Des travaux conduits en collaboration avec Morel, il conclut à l'absence d'altération macroscopique, mais, à l'examen microscopique, « à la présence de lésions très nettes (vacuoles) sur des cellules du système nerveux siégeant dans la moelle et dans les nerfs périphériques ». Il soupçonne le caractère infectieux de la maladie mais toutes les tentatives de reproduction de la maladie par inoculation à un animal sain de substance cérébrale ou médullaire, ou de sang, provenant d'un animal malade échouent. Par ailleurs, ayant fait cohabiter pendant cinq mois plusieurs brebis malades avec deux brebis saines, aucun signe de maladie n'est détecté chez ces dernières. Besnoit conclut donc qu'« actuellement, il est impossible d'affirmer le caractère microbien et infectieux de la tremblante ». En outre, comme le souligne Maxime Schwartz, Besnoist n'exclut pas le rôle de l'alimentation.
Outre la tremblante, Charles Besnoit est également connu pour ses travaux sur la besnoitiose bovine causée par un protozoaire Sarcocystis besnoiti ainsi dénommé par le parasitologiste Gabriel Marotel en l'honneur de Besnoit.

### Travaux sur la tremblante du mouton réalisés par Jean Cuillé et Paul-Louis Chelle à l'École vétérinaire de Toulouse

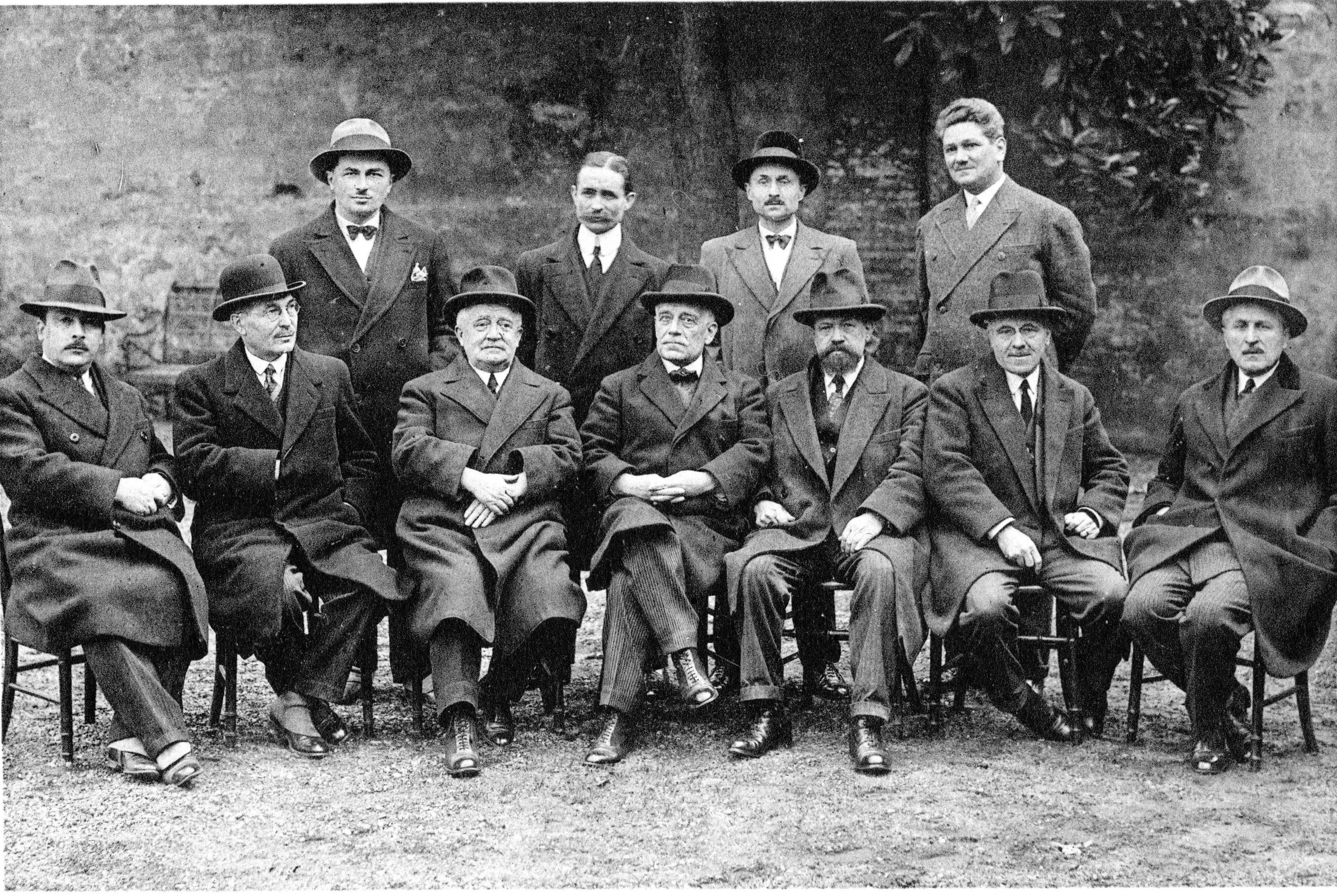
Le corps professoral de l'ENVT en 1929

Il faudra attendre les années 1930 pour que Cuillé et Chelle entament une collaboration qui les conduira à prolonger le travail de leur maître. Les circonstances de leur vie professionnelle évoquées dans leur biographie peuvent expliquer en partie qu'ils ne l'aient pas fait avant. Il est vraisemblable aussi que leur activité clinique en élevages et les sollicitations de confrères praticiens les aient convaincus de la nécessité d'engager de nouvelles recherches.
En 1933, ils avaient déjà montré que la tremblante et le Louping-ill sont deux maladies ovines différentes. Mais jusque là, la plupart des essais visant à contaminer des animaux sains par cohabitation avec des animaux atteints de la tremblante avaient échoué, de même que les essais d'inoculation avec des fluides ou broyats d'animaux malades. S'il s'agissait d'une maladie contagieuse, sa durée d'incubation aujourd'hui établie de dix-huit mois à deux ans au minimum, dépassait de beaucoup les durées de quelques jours à quelques semaines observées pour les maladies contagieuses classiques. En outre, la possibilité que la maladie ait au moins en partie une origine génétique ne pouvait être écartée, d'autant plus qu'une influence de la race avait été observée par de nombreux éleveurs. Pour toutes ces raisons le doute restait permis sur le caractère infectieux de la maladie.
Selon Barrairon  ː 

« C’est dans un climat de scepticisme marqué que Cuillé et Chelle eurent l'« intuition » que les tentatives de transmission expérimentale échouaient du fait d’une période d’incubation très longue, plus longue que la durée d’observation des animaux inoculés »

Le doute sera levé définitivement par Cuillé et Chelle par des notes adressées à l'Académie des Sciences, remarquables par leur concision et leur force démonstrative.

#### 1 - La tremblante du mouton est inoculable
Dans la première note adressée le 28 décembre 1936 La maladie dite tremblante du mouton est-elle inoculable ? ils rapportent avoir inoculé par des voies diverses, de la substance cérébrale ou médullaire de plusieurs animaux arrivés aux derniers épisodes de la tremblante, à neuf moutons ou brebis provenant de troupeaux sains où aucun cas de tremblante n'avait jamais été signalé antérieurement. Sept animaux décèdent ou sont sacrifiés pour des raisons indépendantes de la tremblante. En dépit de ce résultat peu encourageant, ils continuent à observer les deux survivantes. Ils seront récompensés car ils vont réussir là où tous leurs prédécesseurs avaient échoué ː la reproduction de la maladie. Ils concluent ː
- « La tremblante est une maladie infectieuse et inoculable »
- « l'agent infectieux est présent dans la moelle et le cerveau »
- « la durée d'incubation est longue, 14 et 22 mois »

Ces conclusions sont accueillies avec scepticisme notamment par leurs collègues vétérinaires Yvan Bertrand, Félix Lucam et Henri Carré qui échouent à transmettre la maladie. De leurs expériences publiées en septembre 1937, ces derniers concluent que, contrairement à ce que prétendent Cuillé et Chelle « la tremblante n'est pas transmissible expérimentalement chez le mouton [...] par inoculation de produits provenant d'animaux malades ». Ce qui s'explique par le fait que dans leur expérimentation  les animaux ne furent suivis que trois mois au maximum, loin des 14 ou 22 mois relevés par Cuillé et Chelle.
Cuillé et Chelle se devaient de confirmer leurs résultats par une nouvelle expérimentation. Ce dont ils rendirent compte par une note publiée en janvier 1938 intitulée « La  tremblante du mouton est bien inoculable » . À partir des résultats de cette nouvelle expérimentation ils confirment qu'il a été possible de la transmettre directement par inoculation de produits virulents provenant de sujets atteints de la maladie naturelle, mais encore d'effectuer un 2ème passage (à partir d'animaux atteints de la maladie expérimentale) », que « La transmission peut être obtenue par inoculation sous cutanée, intraoculaire, épidurale ou intracérébrale de substance nerveuse (moelle ou cerveau) » et que « La période d'incubation n'est ordinairement pas inférieure à 1 an ; elle atteint parfois près de deux ans ».

#### 2 - La tremblante du mouton est déterminée par un «agent filtrable»
Dès lors que la tremblante était transmissible expérimentalement, elle devait être considérée comme une maladie infectieuse. Il restait à identifier l'agent responsable, le « microbe » de la tremblante. En réussissant à transmettre la tremblante à deux agneaux par inoculation d'un filtrat (passage au travers d'une bougie Chamberland L3) obtenu à partir d'un broyat de moelle provenant d'une brebis malade, Cuillé et Chelle montrèrent qu'il devait s'agir d'un de ces « virus filtrables » dont l'existence avait été récemment reconnue. Ce dont ils rendirent compte dans une 3ème note intitulée La tremblante du mouton est-elle déterminée par un virus filtrable ? 

#### 3 - La tremblante est transmissible à la chèvre
Cuillé et Chelle obtinrent encore un résultat d'importance en parvenant à transmettre expérimentalement la tremblante à une chèvre et à un bouc. La durée d'incubation fut simplement un peu plus longue (25 et 26 mois). C'était la première fois que la tremblante était transmise à la chèvre.
À cette note adressée à l'Académie des Sciences en 1939 s'ajoutera, en 1942, celle de Chelle, seul, adressée cette fois  à l'Académie Vétérinaire de France sur un cas de tremblante observé en élevage. Il y décrit un cas de transmission naturelle chez une chèvre élevée au milieu d'un troupeau de moutons où la maladie était présente depuis plusieurs années. Chelle en déduit que si jusqu'alors la tremblante n’a jamais été signalée chez la chèvre en élevages et si aucune observation clinique de cette nature n’a été publiée, cela tient au petit nombre de chèvres exposées à la contagion et à la lenteur avec laquelle cette dernière s’effectue.

## Silence, oubli, redécouverte et prolongements des travaux de Cuillé et Chelle sur la tremblante

### En France
Un oubli de près d’un quart de siècle fit suite à ces résultats, en France, mais non au Royaume-Uni comme nous le verrons plus loin. Pour imposer leur thèse il eut été nécessaire que les découvreurs puissent la défendre, malheureusement le professeur Cuillé devait prendre sa retraite en 1937 tandis que Paul-Louis Chelle décédait en 1943 à l’âge de 41 ans. En plus, avec la deuxième guerre mondiale, les difficultés matérielles entravèrent les activités de recherche et les échanges scientifiques. Le silence puis l'oubli s'installèrent, jusqu'à ce qu'en 1976 l'attribution du prix Nobel de Médecine au médecin américain Daniel Carleton Gajdusek ne  remettent Cuillé et Chelle au premier plan en tant qu'« inventeurs de la notion de maladies virales à évolution lente » selon les professeurs Pierre Goret et René Florio. Mais, antérieurement, selon ces mêmes auteurs ː

« la publication de leurs expériences avait été accueillie avec le plus profond scepticisme voire la plus parfaite incrédulité. Une certaine conspiration du silence — visant, nous voulons le croire, à ne pas entacher leur réputation méritée en d'autres domaines — se fit jour et les notices nécrologiques les concernant se gardent de faire la plus petite mention de leurs notes à l'Académie des Sciences »

Les travaux de Cuillé et Chelle se situent à la fin d'une période de recherche autonome dans les écoles vétérinaires qui a été qualifiée d'« âge d'or » de la recherche vétérinaire, magnifiée par les travaux d'un grand nombre d'enseignants-chercheurs prolongeant pour la plupart les travaux de Pasteur, tels les Nocard, Leclainche, Vallée,  Guérin, Ramon, voire, pour certains, les ayant précédés comme Toussaint et Galtier et sans oublier ceux qui se sont surtout illustrés en physiologie, tels Chauveau, Arloing, Laulanié . Comme l'exprime Cécile Adamː

« Les chercheurs ingénieux avaient tout à découvrir, même avec le peu de moyens dont ils disposaient. C’est précisément pourquoi les enseignants des ENV pouvaient alors mener cette recherche. Seuls dans leurs laboratoires équipés avec du matériel bricolé à peu de frais, ils pouvaient mener une recherche innovante. Mais leurs faibles moyens étaient adaptés au niveau d’avancée de la science.
Cependant les progrès rapides de la science métamorphosent la façon dont elle se pratique. Dans les années qui suivent la Seconde Guerre mondiale, la recherche se professionnalise et se fait en équipe. Il faut désormais des troupeaux expérimentaux, avec des pâtures et des étables dédiées, et des laboratoires équipés d’instruments d’analyse de plus en plus complexes et coûteux que doivent servir des personnels spécialisés »

À partir de 1946, avec la création de l'INRA, la recherche agronomique et vétérinaire va progressivement passer sous le contrôle de cet institut, dans ses centres de recherche propres ou dans les établissements d'enseignement au sein des laboratoires sous contrat avec l'INRA annexés aux services d'enseignement.

La période d'après guerre est aussi celle d'un effondrement du cheptel ovin, ce que l'on a appelé la dépécoration. De 23.809.000 têtes en 1882, les effectifs sont tombés à 9.872.370 en 1938  et autour de 6 millions en 1946 (on comptait 6,6 millions d'ovins en 2022). Cette évolution pesa sur les orientations stratégiques de la recherche vétérinaire, notamment sous l'influence de « grands patrons » de l'INRA, l'agronome Raymond Février et le vétérinaire Paul Mornet qui portèrent les efforts sur les monogastriques, en sus des bovins, pour accompagner les élevages porcins, avicoles et cunicoles en plein développement. 

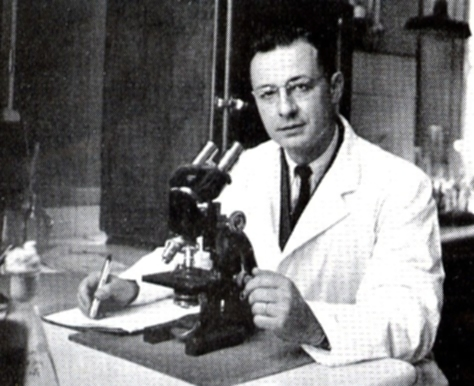
Pierre Saurat (1918-1988), professeur de microbiologie et de maladies contagieuses, en 1953

 Cette situation nouvelle conduisit Pierre Saurat qui fut un élève de Paul-Louis Chelle et l'auteur sous sa direction d'une thèse vétérinaire « La tremblante du mouton », citée et saluée par les chercheurs anglais sur la tremblante, à ne pas poursuivre sur ce sujet et à développer un axe de recherche en virologie sur d'autres thèmes, notamment sur la myxomatose du lapin, lorsqu'il devint professeur de maladies contagieuses à l'École vétérinaire de Toulouse.

### Au Royaume-Uni
La première confirmation importante des résultats vint de l'étranger. D'autres devaient suivre.
Cette confirmation survint de manière accidentelle, en Écosse, vers la fin des années 1930, avec la fabrication, par un vétérinaire, W.S. Gordon, d'un vaccin contre le louping-ill (voir supra) dont on savait depuis le début des années 1930 qu'il était du à un virus filtrable. Ce vaccin fut fabriqué à partir de substance nerveuse provenant de 114 moutons et traitée par du formol pour inactiver le virus. Les suspensions contenant le virus inactivé se révélèrent un excellent vaccin contre le louping-ill. Les vaccinations furent réalisées durant l'année 1935. En septembre 1937, des premiers cas de tremblante apparurent, deux ans et demi après la vaccination, dans des troupeaux de moutons de race Blackface, race sur laquelle la tremblante n'avait jamais été observée. L'enquête révéla que les vaccins ayant provoqué la maladie provenaient de huit agneaux de race Cheviot, connue pour être sensible à la maladie, qui avaient été en contact avec des brebis qui furent plus tard atteintes de tremblante. C'est alors que Gordon prit connaissance des travaux de Cuillé et Chelle en lisant le seul article qu'ils aient publié en anglais, en 1939. Il rendit compte de cette infection accidentelle dans une publication datée de 1946

### Prolongements actuels ː la tremblante du mouton, de maladie virale à évolution lente à maladie à prion

#### Maladie virale à évolution lente
En 1976 l'attribution du prix Nobel de Médecine à D. C. Gajdusek suscita un regain d'intérêt pour les maladies virales à évolution lente et les encéphalopathies spongiformes de l'homme et de l'animal, dont la tremblante, et remit en lumière les travaux de Cuillé et Chelle.
"Cuillé et Chelle, véritables inventeurs de la notion si féconde des infections virales à évolution lente", c'est ainsi que les professeurs Pierre Goret et René Florio qualifièrent ces deux professeurs de l'École Vétérinaire de Toulouse lors d'une communication à l'Académie Nationale de Médecine en 1976, dans laquelle ils firent état aussi d'une enquête menée trois ans auparavant par la commission du Prix Nobel de Médecine ː "Considérant le travail de nos deux anciens comme fondamental, les membres du collège de l'Institut Carolin cherchaient à savoir si Cuillé et Chelle étaient encore vivants." 
Le groupe des maladies virales à évolution lente était alors dissocié, en fonction de critères étiologiques et pathogéniques, en maladies à virus lents (non conventionnels) et maladies lentes à virus (conventionnels), la tremblante étant alors considérée comme due à un agent viral non conventionnel, comme les autres encéphalopathies spongiformes de l'homme et de l'animal . En 1989, l'Académie vétérinaire de France consacra une journée aux « virus à évolution lente des animaux et de l'homme  en mémoire des Docteurs-Vétérinaires Jean Cuillé et Paul-Louis Chelle »̺,.

#### Maladie à prion
Les travaux de Stanley Prusiner sur le rôle central des protéines PrP-c sous forme de PrP-sc (avec un autre repliement) ou prion comme la cause de la tremblante ovine, puis leur identification dans les cerveaux de patients atteints de la maladie de Creutzfeldt-Jakob ou des encéphalopathies spongiformes humaines et animales, créèrent un changement de paradigme en démontrant l'existence d'un nouveau type d'agent infectieux, une simple protéine, et non un virus.
La Crise de la vache folle et l’observation de nouvelles formes de tremblante à évolution rapide dans certains troupeaux ovins en région Midi-Pyrénées firent de l'étude de cette maladie un nouvel enjeu stratégique de la recherche en santé animale
Ce nouveau contexte scientifique et socioéconomique a conduit à la création, à l'École vétérinaire de Toulouse, d'un laboratoire de recherche INRAE-ENVT intitulé Pathogenèse des encéphalopathies spongiformes transmissibles, attaché au service de Pathologie bovine et ovine, donc dans l'institution où Cuillé et Chelle ont réalisé leurs travaux fondateurs.

## Hommages
Il existe :
- une rue Professeur Jean Cuillé à Montgaillard (Hautes-Pyrénées), ainsi qu'à Toulouse dans le quartier Saint-Simon ;
- une rue Professeur Paul-Louis Chelle à Toulouse, aussi dans le quartier Saint Simon, proche de la rue Professeur Jean Cuillé.
- un amphithéâtre Jean Cuillé et Paul-Louis Chelle à l'École nationale vétérinaire de Toulouse.